# Kosovo aux Jeux paralympiques d'été de 2024
Le Kosovo participe aux Jeux paralympiques de 2024 à Paris, en France du 28 août au 8 septembre 2024. Il s'agit de sa 1re participation à des Jeux paralympiques, le comité paralympique national ayant été reconnu par le Comité international paralympique comme membre en 2022 (membre de plein droit en 2023).

## Athlètes qualifiés
En mars 2023, deux athlètes étaient officiellement sélectionnables.
Grevist Bytyqi et Vjollca Hoxha sont deux para-athlètes ayant déjà été autorisé à concourir lors de compétitions européennes : Bytyqi qui a perdu son bras droit lors d'un incident électrique est un spécialiste du demi-fond (1 500m), tandis que Hoxha est une marathonienne en fauteuil roulant. Seul Bytyqi fait partie de la délégation finale.

## Résultats

### Athlétisme
| Athlètes       | Épreuve     | Série | Série | Demi-finales | Demi-finales | Finale | Finale |
| Athlètes       | Épreuve     | Temps | Rang  | Temps        | Rang         | Temps  | Rang   |
| -------------- | ----------- | ----- | ----- | ------------ | ------------ | ------ | ------ |
| Grevist Bytyqi | 1 500 m T46 |       | e     |              | e            |        | e      |